# Инвалиднина
Инвалиднина или инвалидске накнада су средства која се из јавних или приватних извора обезбеђују и исплаћују лицу које је болесно или има инвалидитет, или члановима породице преминулог носиоца инвалиднине.
Инвалиднина може бити лична инвалиднина или  породична инвалиднина, а исплаћује се у месечним новчаним износима, уназад, на рачуне корисника, након што по доношењу решења о признатом праву оно постане коначно и правноснажно.

## Лична инвалиднина
Право на личну инвалиднину остварују лица:
- која су у задовољавању основних животних потреба зависна од помоћи и неге другог лица и којима је оштећење односно обољење настало у развојном периоду и имају утврђено телесно оштећење од 70 до 100%
- са оштећењем слуха које је настало у развојном периоду где је утврђена висина телесног оштећења најмање 70%
- са оштећењем урогениталног оштећења, која се налазе у терминалној фази затајења оба бубрега и која имају потребу за хроничном хемодијализом и перитоналном дијализом, а имају утврђену висину телесног оштећења од 100%
- оболели од ретке болести, којима је оштећење односно обољење настало у развојном периоду, а имају утврђену висину тјелесног оштећења од најмање 70%.

Личну инваиднину не могу остварити лица која остварују примања по основу инвалидитета стеченог у рату, као и лица која остварују право на смештај у установу социјане заштите и право на збрињавање у хранитељску породицу или која су смештена у другу установу на терет буџетских средстава.

## Породична инвалиднина
Право на породичну инвалиднину остварују:
- чланови уже породице погинулог борца,
- чланови уже породице војног инвалида од 1 до 7 групе након смрти личног инвалида смрти
- чланови уже породице умрлог или умрлог од ране, рањавања, повреде или болести задобијене под околностима из чл. 7 и 9. Према Закону о основним правима бораца, војних инвалида и породица палих бораца.[2]